# Carpediemonadida
Carpediemonadida es un grupo de protistas flagelados marinos de vida libre que se alimentan de bacterias.  Son anaerobios o microaerofilos y presentan un surco de alimentación ventral, al igual que la mayoría de los excavados. Casi siempre son biflagelados, aunque presentan dos o cuatro cinetosomas. El flagelo posterior está compuesto de 1-3 membranas y bate dentro del surco de alimentación. Constituye un orden de Metamonada y parece cercanamente emparentado con Retortamonadida y Diplomonadida.
Carecen de mitocondrias, pero presentan un orgánulo rodeado por membranas que parece ser los restos de un antiguo hidrogenosoma. Se supone que estos organismos proceden de antecesores con mitocondrias y que secundariamente las han perdido.